# Seututie 116
Pour les articles homonymes, voir Route 116.
La route régionale 116 (finnois : Seututie 116)  est une route régionale allant de Lohja jusqu'à Siuntio en Finlande,,.

## Présentation
La route régionale 116 est une route régionale d'Uusimaa.
Le long de la route se trouvent la déchèterie de Munkkaa, le manoir de Suitia et le centre de recherche de l'université d'Helsinki et l'église de Siuntio.

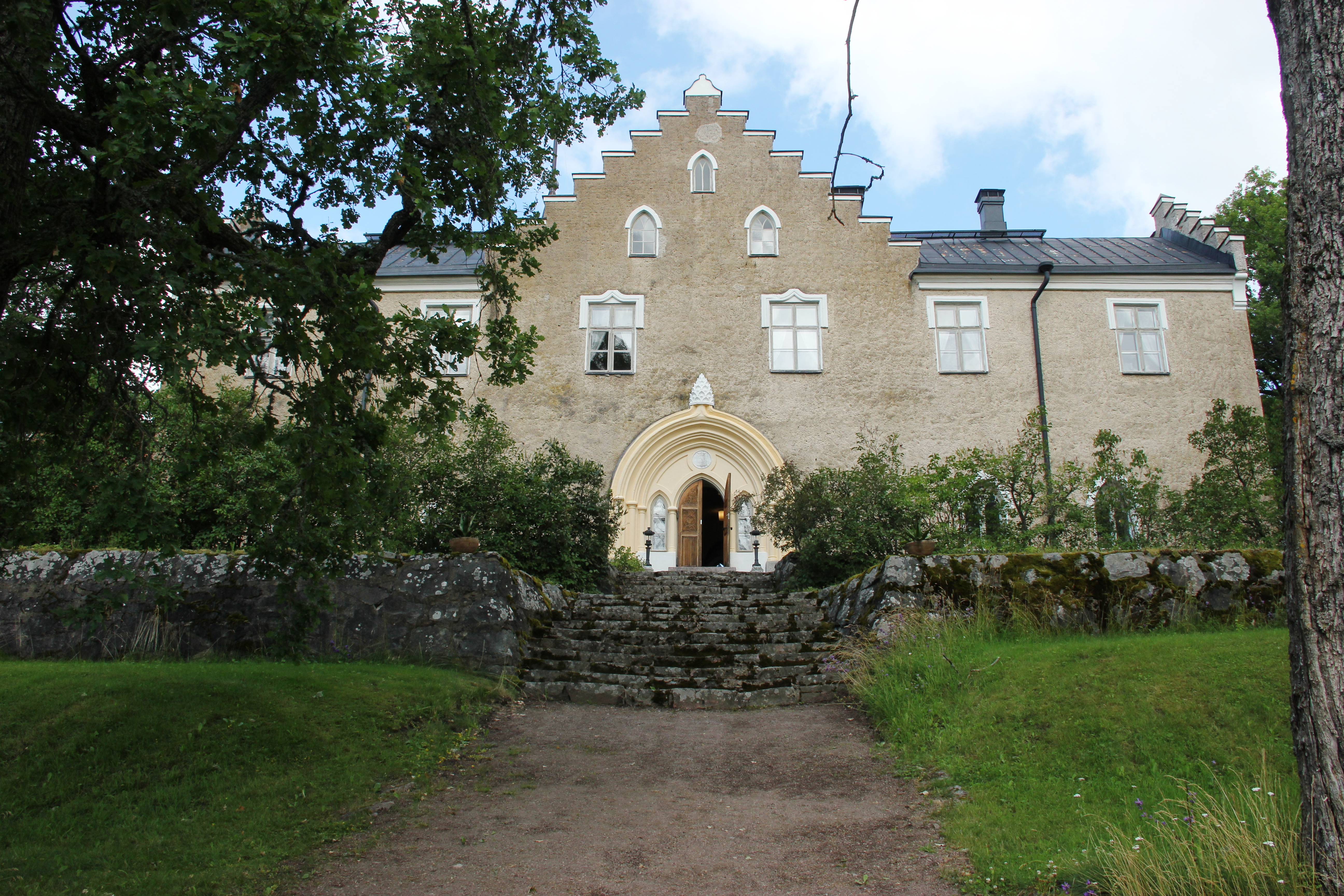
Le manoir de Suitia.